# Ignacio Schor
Ignacio Schor (Buenos Aires, 4 agosto 2000) è un calciatore argentino, centrocampista del Platense.

## Caratteristiche tecniche
È un'ala destra.

## Carriera
Schor è cresciuto nei settori giovanili di River Plate, San Lorenzo e Platense, con cui ha firmato un contratto professionistico il 13 novembre 2020. Quindici giorni dopo ha esordito in prima squadra nell'incontro di Primera B Nacional vinto 2-0 contro l'Atlanta ed il 5 dicembre ha segnato il primo gol nel pareggio per 1-1 contro il Deportivo Morón.
Ricercato da alcune squadra di Serie A nel mercato invernale del 2023, il 14 agosto seguente è passato in prestito al Newell's Old Boys.

## Statistiche

### Presenze e reti nei club
Statistiche aggiornate al 13 luglio 2025.
| Stagione                 | Squadra                  | Campionato               | Campionato | Campionato | Coppe nazionali | Coppe nazionali | Coppe nazionali | Coppe continentali | Coppe continentali | Coppe continentali | Altre coppe | Altre coppe | Altre coppe | Totale | Totale | Totale |
| Stagione                 | Squadra                  | Comp                     | Pres       | Reti       | Comp            | Pres            | Reti            | Comp               | Pres               | Reti               | Comp        | Pres        | Reti        | Pres   | Reti   |        |
| ------------------------ | ------------------------ | ------------------------ | ---------- | ---------- | --------------- | --------------- | --------------- | ------------------ | ------------------ | ------------------ | ----------- | ----------- | ----------- | ------ | ------ | ------ |
| 2020                     | Platense                 | PBN                      | 10         | 1          | CA              | 0               | 0               | -                  | -                  | -                  | -           | -           | -           | 10     | 1      |        |
| 2021                     | Platense                 | PD                       | 3          | 1          | CA+CdL          | 0+3             | 0               | -                  | -                  | -                  | -           | -           | -           | 6      | 1      |        |
| 2022                     | Platense                 | PD                       | 21         | 0          | CA+CdL          | 1+14            | 0+1             | -                  | -                  | -                  | -           | -           | -           | 36     | 1      |        |
| 2023                     | Platense                 | PD                       | 19         | 0          | CA+CdL          | 1+0             | 0               | -                  | -                  | -                  | -           | -           | -           | 20     | 1      |        |
| 2023                     | Newell's Old Boys        | PD                       | -          | -          | CA+CdL          | 0+8             | 0               | -                  | -                  | -                  | -           | -           | -           | 8      | 0      |        |
| 2024                     | Newell's Old Boys        | PD                       | 3          | 0          | CA+CdL          | 1+8             | 0               | -                  | -                  | -                  | -           | -           | -           | 12     | 0      |        |
| Totale Newell's Old Boys | Totale Newell's Old Boys | Totale Newell's Old Boys | 3          | 0          |                 | 17              | 0               |                    | -                  | -                  |             | -           | -           | 20     | 0      |        |
| 2024                     | Platense                 | PD                       | 15         | 1          | CA+CdL          | -               | -               | -                  | -                  | -                  | -           | -           | -           | 15     | 1      |        |
| 2025                     | Platense                 | PD                       | 20         | 0          | CA              | 2               | 0               | -                  | -                  | -                  | -           | -           | -           | 22     | 0      |        |
| Totale Platense          | Totale Platense          | Totale Platense          | 88         | 3          |                 | 21              | 1               |                    | -                  | -                  |             | -           | -           | 109    | 4      |        |
| Totale carriera          | Totale carriera          | Totale carriera          | 91         | 3          |                 | 38              | 1               |                    | -                  | -                  |             | -           | -           | 129    | 4      |        |

## Palmarès

### Club

#### Competizioni nazionali
- Campionato argentino: 1

Platense: 2025 (Apertura)